# Saquisilí (cantão)
Saquisilí é um cantão do Equador localizado na província de Cotopaxi.
A capital do cantão é a cidade de Saquisilí.